# L'Horloger aveugle
 (août 2013).
Si vous disposez d'ouvrages ou d'articles de référence ou si vous connaissez des sites web de qualité traitant du thème abordé ici, merci de compléter l'article en donnant les références utiles à sa vérifiabilité et en les liant à la section « Notes et références ».
L'Horloger aveugle (traduction française de The Blind Watchmaker) est un livre de Richard Dawkins publié en 1986 sur la théorie de l'évolution par sélection naturelle et qui réfute certaines critiques portant sur son précédent livre, Le Gène égoïste (traduction française de The Selfish Gene). Ces deux livres ont été écrits avec l’intention de populariser la théorie du gène égoïste.

## Contenu de l'ouvrage
Le titre du livre fait référence à l’analogie de l’horloger rendue célèbre par William Paley dans son livre Natural Theology (voir théologie naturelle) publié plus de cinquante ans avant que Charles Darwin publie L'Origine des espèces. Paley y file une métaphore horlogère pour soutenir que la complexité des organismes vivants, des montres, est la preuve de l’existence d’un « horloger intelligent », le créateur divin. Dawkins reprend donc cette métaphore à son compte pour mieux mettre à mal les théories de Paley. Selon lui, si les êtres vivants sont des montres, elles sont l’œuvre d'un horloger aveugle, l'évolution, capable par des processus itératifs de sélection de la complexité de générer des organes complexes comme l’œil. Le livre décrit également des expériences de simulation par ordinateur de la sélection naturelle ayant permis de mieux comprendre les mécanismes de l'évolution.

## Sources
- (en) Cet article est partiellement ou en totalité issu de l’article de Wikipédia en anglais intitulé « The Blind Watchmaker » (voir la liste des auteurs).
- Richard Dawkins, L'horloger aveugle, Éditions Robert Laffont, 1990, traduit par Bernard Sigaud. (ISBN 978-2221090077).

1. ↑  Richard Dawkins, The selfish gene, Oxford University Press, 1989 (ISBN 0-19-217773-7, 978-0-19-217773-5 et 0-19-286092-5, OCLC 20012195, lire en ligne)
2. ↑  (en) William Paley, Natural Theology or Evidences of the Existence and Attributes of the Deity, Philadelphia, R. Faulder and John Morgan, 1802